# ブルキナファソの行政区画
ブルキナファソの行政区画には、地方と県が置かれている。県の下位には郡 (Département) が置かれている。
2025年7月2日に暫定立法議会が採択した法案によると、ブルキナファソは17地方、47州、350郡に区分される。行政区画再編の移行期間は6か月間設けられている。
| レベル         | 行政区画 | フランス語  | 英語       | 備考       |
| -------------- | -------- | ----------- | ---------- | ---------- |
| 第一級行政区画 | 地方     | Région      | Region     |            |
| 第二級行政区画 | 県       | Province    | Province   |            |
| 第三級行政区画 | 郡       | Département | Department | 基礎自治体 |

## 地方
2025年7月以降、ブルキナファソには17地方が置かれている。2025年7月以前に存在した旧ブクル・デュ・ムウン地方、旧サヘル地方、旧東部地方は分割され、新たに4地方が設置された。また全ての地方の名称が、現地の先住民族に基づいたものに変更された。
| #  | 地方名         | 現地語名   | 中心都市           | 人口 (2024年推定) | 面積 (km2) | 人口密度 | 旧名                     |
| -- | -------------- | ---------- | ------------------ | ----------------- | ---------- | -------- | ------------------------ |
| 1  | バンクイ地方   | Bankui     | デドゥグ           | 1,159,609         | 17,143     | 67.6     | ブクル・デュ・ムウン地方 |
| 2  | タヌニャン地方 | Tannounyan | バンフォラ         | 944,950           | 18,434     | 51.3     | カスカード地方           |
| 3  | カディオゴ地方 | Kadiogo    | ワガドゥグー       | 3,623,784         | 2,805      | 1,291.9  | 中部地方                 |
| 4  | ナカンベ地方   | Nakambé    | タンコドゴ         | 1,787,201         | 14,656     | 121.9    | 中東部地方               |
| 5  | クイルセ地方   | Kuilsé     | カヤ               | 2,134,352         | 19,840     | 107.6    | 中北部地方               |
| 6  | ナンド地方     | Nando      | クドゥグ           | 1,866,251         | 21,726     | 85.9     | 中西部地方               |
| 7  | ナジノン地方   | Nazinon    | マンガ             | 872,845           | 11,313     | 77.2     | 中南部地方               |
| 8  | グルムー地方   | Goulmou    | ファダ・ングルマ   | 637,139           | 18,143     | 35.1     | 東部地方                 |
| 9  | グリコ地方     | Guiriko    | ボボ・ディウラッソ | 2,572,566         | 25,343     | 101.5    | 上流域地方               |
| 10 | ヤードガ地方   | Yaadga     | ワヒグヤ           | 1,939,319         | 16,199     | 119.7    | 北部地方                 |
| 11 | ウブリ地方     | Oubri      | ジニアレ           | 1,096,483         | 8,545      | 128.3    | 中央大地地方             |
| 12 | リプタコ地方   | Liptako    | ドリ               | 821,725           | 23,155     | 35.5     | サヘル地方               |
| 13 | ジョロ地方     | Djôrô      | ガウア             | 986,700           | 16,153     | 61.1     | 南西部地方               |
| 14 | シルバ地方     | Sirba      | ボガンデ           | 897,075           | 13,513     | 66.4     | 新設                     |
| 15 | スム地方       | Soum       | ジボ               | 401,970           | 12,205     | 32.9     | 新設                     |
| 16 | スル地方       | Sourou     | トゥガン           | 961,017           | 17,019     | 56.5     | 新設                     |
| 17 | タポア地方     | Tapoa      | ディアパガ         | 706,029           | 14,572     | 48.5     | 新設                     |

### 2001年-2025年

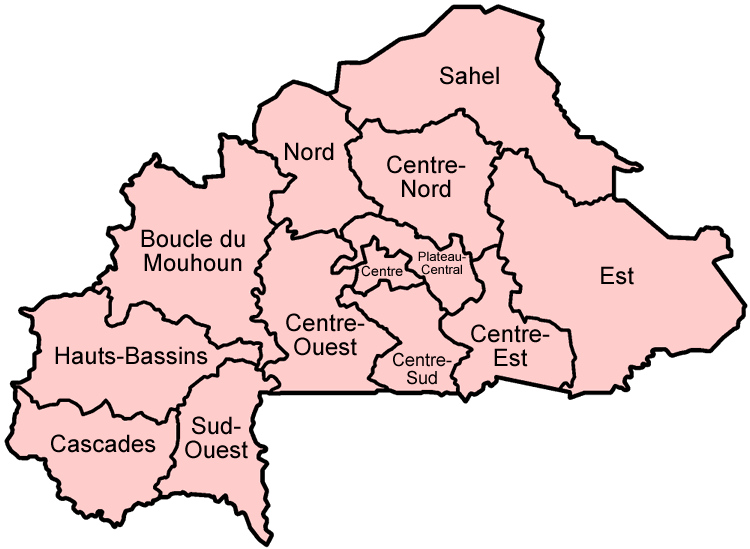
ブルキナファソの地方

2001年7月2日、州の上位区分として13の地方（Régions, あるいは州）が創設された。
| #  | 地方名                   | フランス語名      | 中心都市           | 人口 (2019年国勢調査) | 面積 (km2) | 人口密度 | 下位区分(県)                                               |
| -- | ------------------------ | ----------------- | ------------------ | --------------------- | ---------- | -------- | ---------------------------------------------------------- |
| 1  | ブクル・デュ・ムウン地方 | Boucle du Mouhoun | デドゥグ           | 1,901,269             | 34,162     | 55.7     | コッシ県 スル県 ナヤラ県 バレ県 バンワ県 ムフン県          |
| 2  | カスカード地方           | Cascades          | バンフォラ         | 812,466               | 18,434     | 44.1     | コモエ県 レラバ県                                          |
| 3  | 中部地方                 | Centre            | ワガドゥグー       | 3,030,384             | 2,805      | 1,080.4  | カディオゴ県                                               |
| 4  | 中東部地方               | Centre-Est        | タンコドゴ         | 1,580,508             | 14,656     | 107.8    | クリテンガ県 クルペロゴ県 ブルグ県                         |
| 5  | 中北部地方               | Centre-Nord       | カヤ               | 1,874,669             | 19,840     | 94.5     | サンマテンガ県 ナメテンガ県 バム県                         |
| 6  | 中西部地方               | Centre-Ouest      | クドゥグ           | 1,660,135             | 21,726     | 76.4     | サンギエ県 シッシリ県 ジロ県 ブルキアンデ県                |
| 7  | 中南部地方               | Centre-Sud        | マンガ             | 788,731               | 11,313     | 69.7     | ズンドウェオゴ県 ナウリ県 バゼガ県                         |
| 8  | 東部地方                 | Est               | ファダ・ングルマ   | 1,942,805             | 46,228     | 42.0     | グナグナ県 グルマ県 コモンジャリ県 コンピエンガ県 タポア県 |
| 9  | 上流域地方               | Hauts-Bassins     | ボボ・ディウラッソ | 2,239,840             | 25,343     | 88.4     | ケネドゥグ県 トゥイ県 フエ県                               |
| 10 | 北部地方                 | Nord              | ワヒグヤ           | 1,722,115             | 16,199     | 106.3    | ゾンドマ県 パッソレ県 ヤテンガ県 ロルム県                  |
| 11 | 中央大地地方             | Plateau-Central   | ジニアレ           | 978,614               | 8,545      | 114.5    | ウブリテンガ県 ガンズル県 クルウェゴ県                     |
| 12 | サヘル地方               | Sahel             | ドリ               | 1,098,177             | 35,360     | 31.1     | ウダラン県 スム県 セノ県 ヤガ県                            |
| 13 | 南西部地方               | Sud-Ouest         | ガウア             | 875,442               | 16,153     | 54.2     | イオバ県 ヌンビエル県 ブグリバ県 ポニ県                    |

## 県

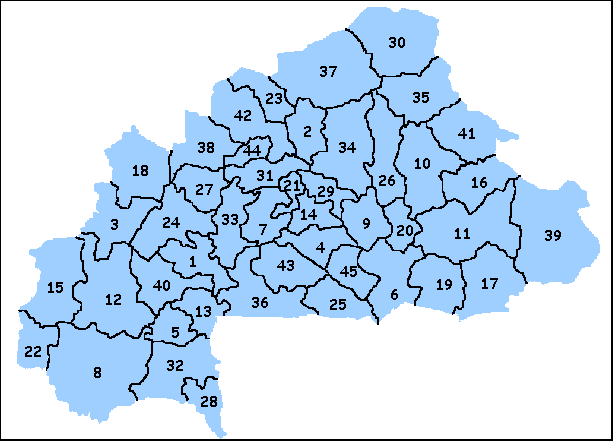
ブルキナファソの県（1997年-2025年）

ブルキナファソには、2025年7月以降47の県 (Province) が置かれている。県は1984年に第一級行政区画として設置され、2001年に地方が創設されたことで県は第二級行政区画となった。
2025年7月2日、カロ＝ペリ県（県都: アリビンダ）とジャモング県（県都: カンチャリ）が新設された。また既存の4県の名称が変更された。
1. バレ県 (ボロモ)
2. バム県 (コングシ)
3. バンワ県 (ソランゾ)
4. バゼガ県 (コンビシリ)
5. ブグリバ県 (ディエブグ)
6. ブルグ県 (タンコドゴ)
7. ブルキアンデ県 (クドゥグ)
8. コモエ県 (バンフォラ)
9. ガンズル県 (ゾルゴ)
10. グナグナ県 (ボガンデ)
11. グルマ県 (ファダ・ングルマ)
12. フエ県 (ボボ・ディウラッソ)
13. イオバ県 (ダノ)
14. カディオゴ県 (ワガドゥグー)
15. ケネドゥグ県 (オロダラ)
16. コモンジャリ県 (ガイェリ)
17. コンピエンガ県 (パマ)
18. コーシン県 (ヌマ) - 2025年7月にコッシ県から改称
19. クルペロゴ県 (ワルガイ)
20. クリテンガ県 (クペラ)
21. クルウェゴ県 (ブセ)
22. レラバ県 (シンドゥ)
23. ロルム県 (チタオ)
24. ムフン県 (デドゥグ)
25. ナウリ県 (ポ)
26. ナメテンガ県 (ブルサ)
27. ナヤラ県 (トマ)
28. ヌンビエル県 (バティエ)
29. バシテンガ県 (ジニアレ) - 2025年7月にウブリテンガ県から改称
30. ウダラン県 (ゴロム・ゴロム)
31. パッソレ県 (ヤコ)
32. ポニ県 (ガウア)
33. サンギエ県 (レオ（英語版）)【Réo】
34. サンドボンドテンガ県 (カヤ) - 2025年7月にサンマテンガ県から改称
35. セノ県 (ドリ)
36. シッシリ県 (レオ（英語版）)【Léo】
37. ジェルゴジ県 (ジボ) - 2025年7月にスム県から改称
38. スル県 (トゥガン)
39. タポア県 (ディアパガ)
40. トゥイ県 (フンデ)
41. ヤガ県 (セバ)
42. ヤテンガ県 (ワヒグヤ)
43. ジロ県 (サプイ)
44. ゾンドマ県 (グルシ)
45. ズンドウェオゴ県 (マンガ)
46. カロ＝ペリ県（フランス語版）（アリビンダ（英語版））
47. ジャモング県（フランス語版）（カンチャリ（英語版））

## 歴史
（この節の出典:）

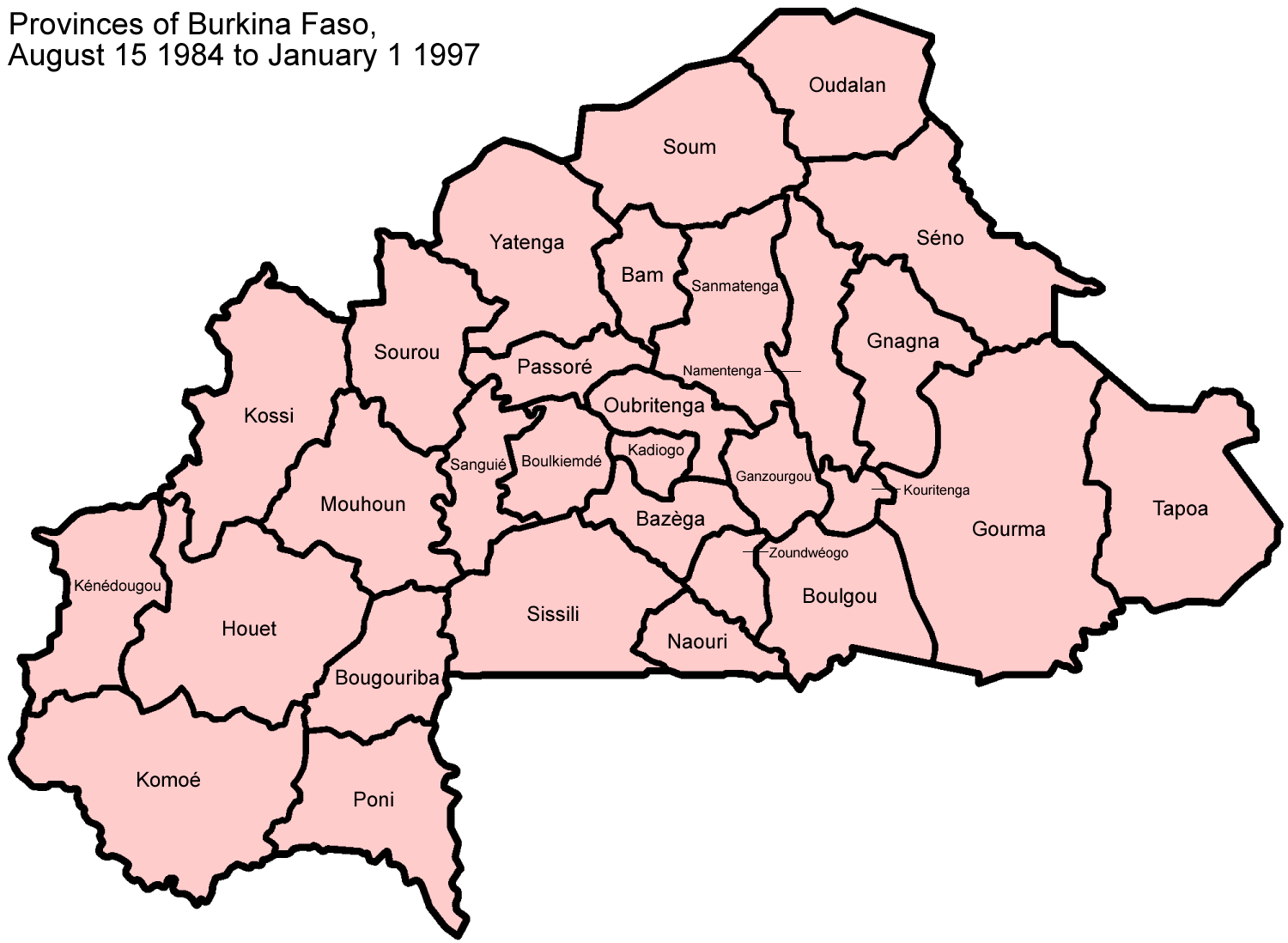
1984年から1997年までの県（Provonce）

1960年8月5日にオートボルタ共和国として独立した際は4県（Département）に分割されていた。
- 中部県
- 東部県
- 上流域県
- 黒ボルタ県

1974年6月7日、4県は分割され10県となった。
- 中部県（Centre）
- 中東部県（Centre-Est）
- 中北部県（Centre-Nord）
- 中西部県（Centre-Ouest）
- 東部県（Est）
- 上流域県（Hauts-Bassins）
- 北部県（Nord）
- サヘル県（Sahel）
- 南西部県（Sud-Ouest）
- 黒ボルタ県（Volta-Noire）

1984年8月15日、10県（Département）は30県（Province）に再編された。1997年1月、15県が新設され45県となった。
2001年7月2日、県の上位区分として地方が創設された。